# The Early Bedroom Sessions
The Early Bedroom Sessions är ett samlingsalbum av Basshunter utgivet 2012. Den innehåller låtar från de tidigare albumen The Bassmachine (2004) och The Old Shit (2006).

## Låtlista
1. "Bass Worker" (6:15)
2. "Contact by Bass" (3:09)
3. "Festfolk" (4:34)
4. "Go Down Now" (5:07)
5. "Här kommer Lennart" (3:18)
6. "Moon Trip" (4:14)
7. "Rainbow Stars" (4:30)
8. "Smells Like Blade" (4:29)
9. "Stay Alive" (4:01)
10. "Syndrome de Abstenencia" (6:35)
11. "The Bass Machine" (2:24)
12. "The Big Show" (5:38)
13. "The Celtic Harmony & the Chilling Acid" (4:36)
14. "The Night" (5:02)
15. "The True Sound" (5:24)
16. "The Warp Zone" (5:16)
17. "Train Station" (5:48)
18. "Trance Up" (6:33)
19. "Transformation Bass" (5:03)
20. "Try to Stop Us" (4:06)
21. "Wacco Will Kick Your Ass" (6:03)
22. "Waiting for the Moon" (4:57)
23. "Wizard Elements" (5:39)

Total längd: 112:41